# Андрю Йоркски
Принц Андрю, херцог на Йорк (на английски: Prince Andrew, Duke of York), пълно име Андрю Албърт Крисчън Едуард (на английски: Andrew Albert Christian Edward), е член на британското кралско семейство. Той е втори син (след Чарлз III) и трето дете (след Чарлз III и принцеса Ан) на кралица Елизабет II и съпруга ѝ принц Филип. Към септември 2022 г. е осми в линията за наследяване на британския трон и първият, който не е потомък на Чарлз III.
Андрю служи в Кралския флот като пилот и инструктор на хеликоптер и като капитан на военен кораб. По време на Фолкландската война изпълнява множество мисии, включително такива за елиминиране на кораби, евакуация на ранени и отклоняване на ракети Екзосе. През 1986 г. се жени за Сара Фъргюсън и получава титлата „Херцог на Йорк“. Двамата имат две дъщери: принцеса Беатрис и принцеса Юджини. Техният брак, раздялата през 1992 г. и разводът през 1996 г. имат широко медийно отразяване.
Андрю служи като специален представител за международна търговия и инвестиции на британското кралско семейство от 2001 до 2011 г.
Името му е замесено при разследване на секс трафик в САЩ, извършван дълги години от Джефри Епстийн и Гилейн Максуел. През 2014 г. Вирджиния Джуфре обявява публично, че като 17-годишна е била обект на сексуален трафик, предназначен за Андрю. Принцът отрича каквото и да е участие в престъпление. Повторното разследване срещу Епстийн през 2019 г. е прекратено поради смъртта му. Джуфре завежда гражданско дело срещу принц Андрю, което приключва с извънсъдебно споразумение през февруари 2022 г. След негативния отзвук от замесването му с Епстийн и Максуел Андрю прекратява публичните си изяви, престава да използва титлата „Негово кралско височество“ и се отказва от почетните военни титли, дадени му от кралицата.

## Произход и ранни години
Андрю е роден в Бъкингамския дворец на 19 февруари 1960 г. като трето дете и втори син на кралица Елизабет II и Филип, херцог на Единбург. Кръстен е в Музикалната зала на двореца на 8 април 1960 г. Той е първото дете, родено от управляващ британски монарх след управлението на кралица Виктория.
Подобно на своите братя и сестри Чарлз, Ан и Едуард той има гувернантка, която ръководи ранното му образование в Бъкингамския дворец. Изпратен е в училище „Хедърдаун“ близо до Аскът в Бъркшър. През септември 1973 г. постъпва в училището „Гордънстаун“ в Северна Шотландия, където са учили баща му и по-големият му брат Чарлз. Съучениците му дават прякора „Кикотещият се“ (на английски: The Sniggerer) заради склонността му към неприятни шеги, на които се смее прекомерно. Докато е там, той прекарва шест месеца през 1977 г. в колежа „Лейкфийлд Скул“ в Канада по програма за обмен. Завършва Гордънстаун през юли 1979 г. с отличие по английски, история и икономика.

## Военна служба

### Кралски военноморски сили
През 1978 г. кралският дом обявява, че Андрю ще постъпи в Кралските военноморски сили. През декември той преминава различни спортни тестове и изпити. През април 1979 г. е записан в Кралския военноморски колеж „Флайт“, където преминава пилотно обучение, след което е приет като стажант-пилот на хеликоптер и е назначен на служба от 11 май 1979 г. На 1 септември същата година Андрю е назначен за старшина и постъпва в Кралския военноморски колеж „Британия“ в Дартмут, Девън. Завършва курс за командоси на Кралските морски пехотинци, за което получава зелена барета. Става младши лейтенант на 1 септември 1981 г. и е зачислен към Трениращите части на 22 октомври.
След като завършва Дартмут, Андрю получава летателно обучение с Кралските военновъздушни сили отначало в база Лийминг (Северен Йоркшър), а по-късно във флота на кораба HMS Сийхоук близо до Хелстън (Корнуол), където се научава да управлява хеликоптер Газел. След като получава пагони на пилот („крила“), той продължава с обучение на хеликоптера Сий Кинг до 1982 г. Постъпва в 820 палубна военновъздушна ескадрила, служейки на борда на самолетоносача HMS Invincible (Непобедим).

### Фолкландска война
На 2 април 1982 г. започва Фолкландската война. „Непобедим“ е един от двата действащи самолетоносача по това време и част от оперативната група на Кралския флот, която отплава на юг, за да си върне островите.
Присъствието на принц Андрю на борда и рискът да бъде убит в битка карат британското правителство да предложи принц Андрю да премине на административна работа. Кралицата обаче е против. Принцът остава на борда на „Непобедим“ и служи като втори пилот на хеликоптер Сий Кинг, летейки на мисии, включващи противоподводна отбрана и надводна война, примамка за ракети Екзосе, евакуация на пострадали, транспорт и търсене и спасяване по въздух. Той става свидетел на аржентинското нападение срещу британския търговски кораб SS Атлантик Кънвейър, ударен на 25 май 1982 г. от две ракети Екзосе, при което загиват 12 моряка.
В края на войната „Непобедим“ се завръща в Портсмът, където е посрещнат от кралицата и принц Филип заедно с другите семейства на екипажа. Има данни, че аржентинското военно правителство е имало намерение да убие принца на малкия частен остров Мустик (част от Сейнт Винсент и Гренадини) през юли 1982 г., но планът не е реализиран.
В мемоарите си командир Найджъл Уорд описва принц Андрю като „отличен пилот и многообещаващ офицер".

### Кариера на морски офицер
В края на 1983 г. Андрю се прехвърля на о-в Портланд в Дорсет и е обучен да управлява хеликоптер Уестланд Линкс. На 1 февруари 1984 г. той е повишен в чин лейтенант, след което кралицата го назначава за свой личен адютант. Принц Андрю служи на борда на фрегата HMS Брейзън като пилот до 1986 г., включително на мисия в Средиземно море като част от Постоянната морска група 2 на НАТО. Той преминава курс в Кралския военноморски колеж „Гринуич“ (Лондон). На 23 октомври 1986 г. се прехвърля в Корпуса на Генералната служба (General Service Corps (GSC)), записва се в четиримесечен курс за хеликоптерен инструктор в Йоувил (Южен Съмърсет) и след дипломирането си служи от февруари 1987 до април 1988 г. като военен офицер на хеликоптер към 702 Военновъздушна ескадрила в RNAS Портланд. Той е служил и на ескадрения миноносец с управляеми ракети HMS Едингбург като вахтен офицер и помощник-навигатор до 1989 г., включително в шестмесечна мисия в Далечния Изток като част от учението Outback 88.
От 1989 до 1991 г. Андрю служи като командир на полет и пилот на хеликоптер Линкс HAS3 на фрегата HMS Кембълтаун. От 1990 до 1991 г., докато Кембълтаун е флагман на силите на НАТО в Северния Атлантически океан, той е и офицер от авиацията към Постоянната морска група 1 на НАТО. На 16 юли 1991 г. издържа изпита за командир на ескадрила, а на следващата година посещава Щабния колеж „Камбърли“ в Камбърли (Съри) и завършва курса за щаба на армията. Повишен е в лейтенант-командир на 1 февруари и полага изпит за командир на кораб на 12 март 1992 г. От 1993 до 1994 г. принц Андрю командва минотърсач от клас „Ловец“ HMS Котсмор.
Между 1995 и 1996 г. Андрю е командирован като старши пилот на 815 Военновъздушна ескадрила, тогава най-голямата летателна единица във Въздушните сили към флота на Великобритания (Fleet Air Arm). Повишен е в командир на 27 април 1999 г., като завършва активната си военноморска кариера в Министерството на отбраната през 2001 г. като офицер от Дипломатическата дирекция на Военноморския щаб. През юли същата година е отписан от активния списък на Военноморските сили. Три години по-късно той става почетен капитан. На 19 февруари 2010 г., неговия 50-ти рожден ден, е повишен в контраадмирал. Пет години по-късно е повишен във вицеадмирал.
През януари 2022 г. Андрю спира да използва почетните си военни звания, след като повече от 150 ветерани от Кралския флот, Кралските военновъздушни сили и армията подписват писмо, с което искат кралицата да отнеме почетните му военни звания поради заведеното срещу него гражданско дело за сексуално насилие. Той все пак запазва служебния си ранг на вицеадмирал.

## Личен живот

### Връзка с Ку Старк
Андрю се запознава с американската фотографка и актриса Катлийн Норис Старк (Ку Старк, р. 1956) през февруари 1981 г. преди активната си служба във Фолкландската война. През октомври 1982 г. те почиват заедно на частния остров Мустик. През 1983 г. двамата се разделят под натиска на пресата, папараците и двореца. През 1997 г. Андрю става кръстник на дъщеря ѝ. Старк се изказва в негова защита през 2015 г., когато става известна връзката му с Джефри Епстийн.

### Брак със Сара Фъргюсън
Андрю се жени за Сара Фъргюсън в Уестминстърското абатство на 23 юли 1986 г. Същия ден кралицата го удостоява с титлите на херцог на Йорк, граф на Инвърнес и барон Килилей. Първите две титли са принадлежали преди на дядо му крал Джордж VI и прадядо му крал Джордж V. Принц Андрю познава Фъргюсън от дете; те се срещат от време на време на мачове по поло и се запознават отново на конното надбягване Роял Аскът през 1985 г.
Двойката има щастлив брак с две дъщери: Беатрис и Юджини, и в края на 80-те години на 20 век семейството изглежда сплотено. Личните качества на Сара се смятат за освежаващи официалния протокол около кралското семейство. Въпреки това честите пътувания на Андрю по служба, както и безмилостното, често критично медийно внимание, фокусирано върху Сара, довеждат до трудности в брака. На 19 март 1992 г. двойката обявява намерението си да се раздели приятелски. Няколко месеца по-късно в таблоидите се появяват снимки на херцогинята в компрометираща поза с Джон Браян, неин финансов съветник по онова време, което на практика слага край на всякакви надежди за спасение на брака. Бракът завършва с развод на 30 май 1996 г. Двойката се съгласява да сподели попечителството над двете си дъщери и семейството продължава да живее в Сънингхил Парк (построен близо до парка Уиндзор за тях през 1990 г.), докато Андрю не се мести в Роял Лодж (в същия парк) през 2004 г.
През май 2010 г. Сара попада в капана на репортер на таблоида „Нюз ъф дъ Уърлд“, който се представя за международен магнат и търси от нея съдействие за бизнес контакти. Тя е заснета да получава в брой 40 хил. долара като първоначална вноска от 500 хил. лири. Според вестника Андрю не е знаел нищо. През юли 2011 г. Сара заявява, че многомилионните ѝ дългове са били изплатени благодарение на намесата на бившия ѝ съпруг.

### Хобита
- Андрю е запален играч на голф и има едноцифрен хендикап.[N 2][46] Той е капитан от Кралския голф клуб „Сейнт Андрюс“ между 2003 и 2004 г. и е избран за почетен член на много други. През 2004 г. е критикуван от депутата от Лейбъристката кооперативна партия Иън Дейвидсън, който в писмо до Националната сметна палата поставя под съмнение решението му да лети до двореца Сейнт Андрюс със самолети на Военновъздушните сили за две голф събития.[47] Андрю се отказва от почетното си членство в клуба през януари 2022.[48] Неговото почетно членство в Кралския дорнохски голф клуб е отнето на следващия месец.[49]

- Херцогът е запален скиор и през 2014 г. купува туристическа хижа в село Вербие, Швейцария, за 13 млн. лири заедно с бившата си съпруга Сара Фъргюсън.[50]

- Андрю е пълноправен (т.е. старши) член на Почитаемата компания на корабостроителите – най-старото морско професионално дружество в Лондонското Сити.[51]

- През май 2008 г. е поканен в Казахстан от президента Нурсултан Назарбаев на лов на гъски.[52] Бизнес отношенията му в Казахстан по-късно дават повод за подозрения в корупция.

## Специален представител за международна търговия и инвестиции
В продължение на 10 години, от 2001 до юли 2011 г., Андрю е членът на кралското семейство, специален представител за международна търговия и инвестиции (на английски: Special Representative for International Trade and Investment). Постът е заеман преди него от принц Едуард, херцог на Кент и включва представяне и популяризиране на Обединеното кралство на различни търговски панаири и конференции по света. Пригодността му за ролята е оспорена в Камарата на общините през февруари 2011 г., по време на либийската гражданска война с мотива, че той е „не само е много близък приятел на Сейф ал-Ислам Кадафи, но също и близък приятел на осъдения либийски контрабандист на оръжие Тарек Кайтуни". Допълнителни проблеми възникват, когато по времето на Тунизийската революция той дава обяд в двореца за Сахер Ел Матери, член на корумпирания тунизийски режим. Андрю става приятел и с Илхам Алиев, президент на Азербайджан, критикуван от Амнести Интернешънъл за корупция и за нарушаване на човешките права, и го посещава както по време, така и след мандата си като специален представител. Към ноември 2014 г. Андрю се е срещал с Алиев 12 пъти. През 2011 г. оповестяването на връзките му с Джефри Епстийн го карат да се оттегли от ролята

## Обществена и благотворителна дейност
Херцогът е бил патрон на Близкоизточната асоциация (MEA) – водещата организация в Обединеното кралство за насърчаване на търговията и добрите отношения с Близкия Изток, Северна Африка, Турция и Иран. След приключването на ролята му на специален представител за международна търговия и инвестиции британският журналист Робърт Джобсън казва, че е свършил тази работа добре и пише: „Той е особено запален, когато се занимава с млади стартиращи предприемачи и ги среща с успешни бизнеси за работа в мрежа и общи събития. Андрю е директен и точен и методите му изглежда работят."

Херцогът е бил също патрон на Файт фор Сайт – благотворителна организация, посветена на изследването на превенцията и лечението на слепота и очни заболявания. Той често обикаля Канада по задължения, свързани с канадската му военна роля. Рик Питърс, бившият командващ офицер на Кралските планински стрелци на Канада, заявява, че принц Андрю е много добре информиран за канадските военни методи. 
При обиколка на Индия по повод Диамантения юбилей на кралицата през 2012 г., Андрю се интересува от работата на Women's Interlink Foundation – благотворителна организация, която помага на жените да придобият умения, за да печелят доходи. По-късно той и семейството му инициират Key to Freedom – проект, който се опитва да насочи към пазара продукти, произведени от фондацията.
През 2012 г. Андрю е сред отбор от 40 души, които се спускат по Дъ Шард в Лондон (най-високата сграда в Европа), за да съберат пари за благотворителни цели.

През 2013 г. Андрю става патрон на Лондонския метрополен университет и университета „Хъдърсфийлд“. През юли 2015 г. е назначен за канцлер на университета в Хъдърсфийлд. 
Като признание за популяризирането на предприемачеството е избран за почетен член на Хюз Хол в Кеймбриджкия университет на 1 май 2018 г. Той става патрон на благотворителната организация „Attend“ през 2003 г. и е член на Международния консултативен съвет на Кралски съвместен институт за отбранителни изследвания – британски мозъчен тръст за отбрана и сигурност.
През 2014 г. Андрю основава инициативата Pitch@Palace в подкрепа на стартиращи предприемачи при разширяването и ускоряването на техните бизнес идеи. Предприемачите, избрани за тренировъчен лагер Pitch@Palace Bootcamp, са официално поканени от Андрю да посетят двореца „Сейнт Джеймс“, да представят своите идеи и да се свържат с потенциални инвеститори, ментори и бизнесмени. Херцогът основава благотворителен тръст с цел да подкрепя млади хора в различни области като образование и обучение. Той учредява и редица награди. Херцогът на Йорк подкрепя организации, които се фокусират върху науката и технологиите, като става патрон на Каталист Инк и ТийнТех.
През 2014 г. Андрю посещава Женева, за да популяризира британската наука на честванията по повод 60-ата годишнина на Европейската организация за ядрени изследвания. През май 2018 г. посещава Китай и открива Pitch@Palace China Bootcamp 2.0 в Пекинския университет.
През март 2019 г. Андрю поема патронажа на Тръст „Външни връзки“ от баща си, херцога на Единбург, като служи до оставката си през ноември 2019 г. Благотворителната организация се опитва да възпитава лидерски качества сред младежите. През май 2019 г. е обявено, че Андрю е наследил лорд Карингтън като патрон на Тръста на Кралската комисия по изобразителни изкуства.
На 13 януари 2022 г. неговото кралско покровителство е разпределено от кралицата между другите членове на кралското семейство.

## Финанси и бизнес
Андрю не получава заплата за ролята си на специален представител, но разходите му при пътуване с делегации са платени. Твърди се, че понякога е използвал тези пътувания за лична почивка, което му печели прякора „Анди въздушните мили“ (Airmiles Andy) от пресата. На 8 март 2011 г. в. „Дейли Телеграф“ съобщава: „През 2010 г. принцът е похарчил 620 хил. лири като търговски пратеник, включително 154 хил. лири за хотели, храна и приеми и 465 хил. лири за пътувания“.
Към 2011 г. херцогът на Йорк е получавал 249 хил. лири рента от кралица Елизабет II. Той има и пенсия от Кралския флот от 20 хил. лири.
През май 2020 г. става ясно, че Андрю и Сара водят съдебен спор относно дълг от 5 милиона лири за швейцарската им ски хижа. Вестник „Таймс“ съобщава през септември 2021 г., че те са постигнали споразумение с предишния собственик на имота и ще продадат къщата, за да изплатят дълга си. Собственикът се съгласява да получи 3,4 млн. лири, т.е. половината от дължимото, тъй като Андрю и Сара имали финансови проблеми. Съобщава се, че парите от продажбата на имота ще бъдат използвани и за плащане на съдебните разноски на Андрю по гражданското дело срещу него. През юни 2022 г. швейцарският вестник „Льо Тан“ съобщава, че вилата е под възбрана, тъй като Андрю дължи на кредитори 1,6 млн. лири. Според професор Никола Жанден: „Продажбата е принципно невъзможна освен със съгласието на кредитора“.

### Връзка с банка Хавиланд
През ноември 2020 г. в Люксембург започва разследване на частна банка „Хавиланд“, собственост на Дейвид Роуланд. В хода му става ясно, че Андрю е използвал кралския си печат и ролята си на специален представител за международна търговия и инвестиции, за да подпомогне Роуланд да си осигурява сделки с клиенти по цял свят. Семейство Роуланд са сред инвестиционните съветници на Андрю и той е присъствал на официалната церемония по откриването на банката през юли 2009 г. През 2021 г. Блумбърг Нюз съобщава, че фирма, свързана с Дейвид Роуланд, е изплатила дълговете на Андрю.
Банка „Хавиланд“ е кредитор на Андрю. Например през ноември 2017 г. той тегли заем от 250 хил. лири, увеличавайки съществуващ заем от 1,25 млн. лири, който от 2015 г. е „удължаван или увеличаван 10 пъти“. Документите показват, че макар „платежоспособността на кредитополучателя“ да е била поставена под съмнение, той е получил заема с цел да „разшири бизнес потенциала си с кралското семейство“. Малко по-късно през декември 2017 г. 1,5 млн. са прехвърлени от сметка в Олбани Ризървс, контролирана от семейство Роуланд, към сметката на Андрю в банка „Хавиланд“, като така той изплаща предсрочно заема, който е трябвало да стане изискуем през март 2018 г. Политикът от либералдемократите и убеден републиканец Норман Бейкър заявява: „Това още веднъж демонстрира, че трябва да бъдат зададени важни въпроси относно бизнес отношенията на принц Андрю и връзката му с някои съмнителни личности“.

### Бизнес отношения с Казахстан
Като специален търговски представител на Обединеното кралство, Андрю пътува по света, за да популяризира британския бизнес. През 2010 г. при изтичането на информация, огласено от УикиЛийкс, става ясно, че Татяна Гфьолер, посланик на Съединените щати в Киргизстан, съобщава за грубо изказване на Андрю по повод разследване от страна на английски журналисти и антикорупционни служби на оръжейната сделка Ал-Ямама. Според нея „херцогът осъжда разследването, застрашило многогодишен, доходоносен договор на Би Ей И Систъмс със саудитските сили за сигурност“. По-рано същата година е разкрито, че зетят милиардер на казахстанския президент Тимур Кулибаев е платил на представители на Андрю 15 млн. лири (3 млн. над исканата цена) чрез офшорни компании за имението Сънингхил Парк в Бъркшър. Кулибаев често се появява в американските депеши като един от хората, натрупали милиони в Казахстан. По-късно е разкрито, че по същото време офисът на Андрю е опитал да купи имот в близост до двореца Кенсингтън за Кулибаев. Част от сумата е платена от „Енвиро Пасифик Инвестмънтс“, начислявала хонорари за много милиони лири на енергийни компании, желаещи да работят с Казахстан. Компанията става обект на разследване на мрежа за международна корупция през май 2012 г. от страна на швейцарската и италианската полиция. Говорител на двореца опровергава: „Това е частна продажба между два тръста. Никога не е имало некоректност от страна на херцога на Йорк“.
През май 2016 г. избухва нова полемика, когато в. „Дейли Мейл“ твърди, че докато е британски търговски пратеник, Андрю е посредничил в сделка на гръцко-швейцарски консорциум относно договор за изграждане на ВиК мрежи за 385 млн. лири в два от най-големите градове в Казахстан, и може да получи комисионна от 4 млн. лири. Вестникът публикува негов имейл до казахстанския олигарх Кенгес Ракишев (за когото се твърди, че е посредничил при продажбата на Сънингхил парк) и казва, че Ракишев е уредил срещи за консорциума. След като първоначално заявява, че имейлът е фалшификат, Бъкингамският дворец се опитва да блокира публикуването му като нарушение на поверителността. Дворецът отхвърля обвинението, че Андрю е действал като „посредник“, наричайки статията „невярна, клеветническа и нарушаваща кодекса за поведение на редактора“.

### Продажба на оръжие
През март 2011 г. Кей Стърман от Кампанията срещу търговията с оръжия (CAAT) казва пред новините на Чанъл 4, че принц Андрю е „лицето на служба Търговия и инвестиции в Обединеното кралство (UKTI). Нашите притеснения касаят не само принц Андрю, а цялата организация на UKTI. Те гледат на оръжията като на обикновена стока, но разполагат с напълно непропорционални ресурси. В лондонския офис на UKTI оръжейният сектор има повече служители от всички останали, взети заедно. Ние сме загрижени, че принц Андрю е използван за продажба на оръжие вероятно на деспотични режими. Той е главният „мажоретен лидер“ на оръжейната индустрия, ръкува се и проправя пътя на търговците.“
През януари 2014 г. принц Андрю участва в делегация в Бахрейн, близък съюзник на Обединеното кралство. Говорителят на CAAT Андрю Смит казва: „Призоваваме принц Андрю и правителството на Обединеното кралство да спрат да продават оръжие на Бахрейн. Подкрепяйки диктатурата на Бахрейн, принц Андрю дава своята имплицитна подкрепа за потисническите им практики. Когато нашето правителство продава оръжие, то морално и практически подкрепя един нелегитимен и авторитарен режим и пряко подкрепя систематичното потискане на опозиционните групи... Не трябва да позволяваме международният ни имидж да бъде използван като PR инструмент на насилствената и потисническа диктатура в Бахрейн.“ Андрю Смит добавя: „Принцът последователно е използвал позицията си, за да насърчава продажбите на оръжия и да подкрепя някои от най-неприятните правителства в света, неговите продажби на оръжия не само оказват военна подкрепа на корумпирани и репресивни режими, но и придават на тези режими политическа и международна легитимност.“

### Предполагаема търговия с влияние
През март 2022 г. е съобщено, че на 15 ноември 2019 г. съпругата на затворения бивш турски политик Илхан Ишбилен е прехвърлила 750 хил. лири на Андрю с убеждението, че това ще ѝ помогне да си осигури паспорт. Херцогът връща парите 16 месеца по-късно, след като с него се свързват адвокатите на г-жа Ишбилен. Вестник „Телеграф“ съобщава, че парите, изпратени по сметката на Андрю, са били описани на банкерите като сватбен подарък за най-голямата му дъщеря Беатрис, въпреки че не е известно дали принцесата е знаела за трансакцията. Г-жа Ишбилен твърди, че още 350 хил. са били преведени на Андрю чрез банкера Селман Тюрк, когото г-жа Ишбилен съди за измама. Тюрк е удостоен с наградата „Пийпълс Чойс“ за своя бизнес Хейман Ал на събитието на Андрю (Pitch@Palace), проведено дни преди плащането от г-жа Ишбилен. Въпреки че печели наградата чрез публично гласуване онлайн и гласуване на публиката в нощта на церемонията, възникват опасения, че Тюрк може да е използвал ботове, за да увеличи вота си. Андрю се запознава с Тюрк през май или юни 2019 г. чрез родения в Либия Тарек Кайтуни, осъден контрабандист на оръжие, и провежда срещи с него най-малко два пъти. Според съобщенията Кайтуни, в чиято полза Андрю е лобирал в британска компания, е подарил на принцеса Беатрис огърлица от злато и диаманти на стойност 18 хил. лири за нейния 21-ви рожден ден през 2009 г. и е бил поканен на сватбата на принцеса Юджини през 2018 г.

### Отношение към репортери, служители и др.
По време на четиридневната си обиколка в Южна Калифорния през април 1984 г. Андрю пръска боя върху американски и британски журналисти и фотографи, които правят репортажи от обиколката, след което той казва на окръжния управител на Лос Анджелис Кенет Хан: „Това ми хареса“. Инцидентът поврежда дрехите и екипировката на репортерите и в. „Лос Анджелис Хералд Икзаминър“ праща сметка от 1200 долара до британското консулство с искане за финансова компенсация.
В. „Гардиън“ пише през 2022 г., че „неговият груб маниер със служителите е добре документиран." Бивша прислужница на херцога, Шарлот Бригс, си спомня, че когато била ухапана от неговия норфолкски териер през 1996 г., той само се засмял и „не се притеснил“. Тя казва, че е била разплакана от Андрю, защото не е затворила правилно тежките завеси в кабинета му и добавя, че поведението му е в контраст с това на братята му Чарлз и Едуард и баща му Филип.

## Обвинения в сексуално насилие

### Приятелство с Джефри Епстийн и обвинения от Вирджиния Джуфре
Андрю е приятел с Джефри Епстийн – американски финансист, осъден за секс трафик през 2008 г. Андрю се запознава с него чрез старата си приятелка Гилейн Максуел и през декември 2010 г. е сниман да се разхожда с Епстийн в Сентръл Парк по време на посещението си в Ню Йорк. През март 2011 г. Би Би Си съобщава, че това приятелство предизвиква постоянен поток от критики и призиви Андрю да се оттегли от ролята си на специален представител на кралското семейство. Това става факт през юли 2011 г., когато ролята на Андрю като специален представител е прекратена. Разкриването на връзката с Епстийн обаче продължава, като Сара Фъргюсън разкрива, че Епстийн е изплатил 15 хил. лири нейни дългове.
На 30 декември 2014 г. във Флорида е подаден съдебен иск от името на пострадали жени, които не са доволни от леката присъда на Епстийн от 2008 г. В иска Андрю се посочва сред други знаменитости, обвинени за връзки с Епстийн и секс с непълнолетни. По-късно става известно, че Вирджиния Джуфре (тогава известна с моминското си име Вирджиния Робъртс) е една от непълнолетните жертви на Епстийн.
През януари 2015 г. медийният и обществен натиск Андрю да обясни връзката с Епстийн се подновява. Бъкингамският дворец заявява, че „всяко внушение за некоректност с непълнолетни е категорично невярно“. Исканията на адвокатите на Джуфре за разпит на Андрю под клетва остават без отговор.
Джуфре твърди, че е правила секс с Андрю три пъти: при пътуване до Лондон през 2001 г., когато е била на 17 г., по-късно в Ню Йорк и на остров Литъл Сейнт Джеймс, собственост на Епстийн. Тя твърди, че Епстийн ѝ е платил 15 хил. долара след срещата с Андрю в Лондон. Полетните дневници потвърждават, че Андрю и Джуфре са пътували до местата, за които тя твърди, че са се срещали. Андрю е сниман около 2001 г. в Лондон с ръка около кръста на Джуфре, на заден план с Гилейн Максуел, въпреки че поддръжниците на Андрю многократно заявяват, че снимката е фалшива и редактирана. Джуфре заявява, че е била принудена да прави секс с Андрю и не е посмяла да откаже от страх.
На 7 април 2015 г. съдия Кенет Мара постановява, че „обвиненията за секс срещу Андрю в съдебния иск, подаден във Флорида, трябва да бъдат заличени от публичния регистър“. Той изрично заявява, че Джуфре може да даде показания по-късно, когато делото стигне до съд. Джуфре заявява, че няма „да ... замълчи“ и че Гилейн Максуел и Епстийн са трафикирали нея и други непълнолетни момичета, често на секс партита, организирани от финансиста в домовете му в Ню Йорк, Ню Мексико, Палм Бийч и Американските Вирджински острови. В отговор Максуел я нарича „лъжкиня“ и Джуфре я съди за клевета във Федералния окръжен съд на Южния окръг на Ню Йорк през 2015 г. Делото е решено в полза на Джуфре през май 2017 г. и въпреки че подробности за постигнатото споразумение не са оповестени публично, Максуел плаща на Джуфре милиони.
Джефри Епстийн е обвинен повторно в сексуално посегателство през 2019 г., но умира в затвора през август 2019, като смъртта му е обявена за самоубийство.

### След смъртта на Епстийн
През август 2019 г. съдебни документи, свързани с делото между Джуфре и Максуел, разкриват, че второ момиче, Йохана Сьоберг, е обвинила Андрю в нежелани действия. Същия месец Андрю публикува изявление: „На нито един етап от ограниченото време, което прекарах с Епстийн, не видях, не станах свидетел нито съм подозирал каквото и да било укоримо поведение от вида, който впоследствие доведе до неговия арест и осъждане“, и изразява съжаление, че се е срещал с него през 2010 г., след осъждането му.
В интервю от октомври 2019 г. за предаването „Панорама“ на Би Би Си, излъчено на 2 декември, Джуфре описва преживяванията си. Това засилва негативното обществено мнение за принц Андрю.
През юли 2020 г. Каролайн Кауфман, предполагаема жертва на Епстийн, свидетелства, че през декември 2010 г. е видяла Андрю в имението на Епстийн в Ню Йорк. По време на процеса срещу Гилейн Максуел двама пилоти свидетелстват, че принц Андрю е летял с частния самолет на Епстийн заедно с други знаменитости и това е документирано в бордовия дневник.
През юли 2020 г. в САЩ е арестувана Гилейн Максуел, чието дългогодишно приятелство е в основата на връзката на Андрю с Епстийн. Срещу нея е повдигнато обвинение и разкритията на мрежата за сексуален трафик продължават. Изяснява се и връзката ѝ с Андрю. На журито е показана снимка от около 1999 г. на Епстийн и Максуел, за да се докаже статусът им на партньори, като те гостуват в имението Балморал по покана на Андрю. В същата посока са твърденията на бившия служител на кралската охрана Пол Пейдж, направени в документален филм на Ай Ти Ви. Твърди се, че Андрю е присъствал на социални събития, организирани от Гилейн. Името на Андрю и телефоните му в Бъкингамския дворец, Сънингхил Парк, Ууд Фарм и Балморал са записани в „Малката черна книжка“ – списък с контакти на влиятелни и известни приятели на Максуел и Епстийн. „Дейли Телеграф“ публикува снимка на Андрю с Гилейн Максуел в Бъкингамския дворец по време на обиколка от Бил Клинтън и Кевин Спейси, гости на Андрю през 2002 г., като Максуел е описана като „тази, която ни доведе в Бъкингамския дворец“.
През 2021 г. Максуел е осъдена за съучастие в сексуалното насилие на Епстийн.

### Интервю за Би Би Си
През ноември 2019 г. телевизионното предаване „Нюзнайт“ на Би Би Си организира интервю с Андрю, в което той за първи път разказва за приятелството си с Джефри Епстийн. Епизодът със заглавие „Принц Андрю и скандалът „Епстийн“ е излъчен на 16 ноември. В интервюто принц Андрю казва, че се е запознал с Епстийн през 1999 г. чрез Гилейн Максуел; това противоречи на думите на личния секретар на Андрю от 2011 г., който казва, че двамата са се срещнали по-рано. Херцогът казва още, че не съжалява за приятелството си с Епстийн, защото „хората, които срещнах, и възможностите, които ми бяха дадени да се уча или от него, или благодарение на него, всъщност бяха много полезни“.
В интервюто Андрю отрича обвиненията на Джуфре за среща в Лондон, тъй като на тази дата той е бил в компанията на дъщерите си. Той добавя, че твърденията на Джуфре за танци с него в клуб в Лондон, докато се изпотил, са неверни, тъй като той временно е загубил способността си да се поти след „свръхдоза адреналин“ по време на Фолкландската война. Според лекари, консултирани от в. „Таймс“, предозирането на адреналин обикновено причинява прекомерно изпотяване при хората. Андрю също казва, че не пие, въпреки разказа на Джуфре, че е осигурявал алкохол и за двамата. Други хора подкрепят твърдението му, че не пие.
По повод тридневния си престой в имението на Епстийн през 2010 г., (след присъдата на Епстийн за сексуални престъпления срещу непълнолетно лице), Андрю твърди, че е „удобно място за престой“ и че се е срещнал с него с единствената цел да прекъсне всякакви отношения. Той заявява, че е готов да свидетелства под клетва относно връзките си с Епстийн.

### Гражданско дело
През август 2021 г. Вирджиния Джуфре подава жалба срещу принц Андрю във Федералния окръжен съд за Южния окръг на Ню Йорк, обвинявайки го в „сексуално насилие и умишлено причиняване на емоционален стрес“. На 29 октомври адвокатите на Андрю отговарят, че техният клиент „недвусмислено отрича неверните твърдения на Джуфре“ и искат прекратяване.
На 12 януари 2022 г. съдия Каплан отхвърля молбата за прекратяване, позволявайки делото да продължи. През февруари е постигнато извънсъдебно споразумение, като Андрю прави дарение за благотворителната организация на Джуфре. По този повод в. „Гардиън“ съобщава, че кралицата е твърдо решена да лиши Андрю „от неговите кралски патронажи, почетни военни титли и всякаква официална употреба на титлата му HRH (Негово кралско височество)“. Въпреки споразумението по иска на Джуфре все още са възможни наказателни производства в Съединените щати.

## Оттегляне от публични функции
Интервюто от 2019 г. бележи преломна точка в публичния имидж на Андрю. Въпреки че той самият е доволен, интервюто предизвиква отрицателни реакции сред медиите и обществеността в Обединеното кралство. То е квалифицирано като „автомобилна катастрофа“, „ядрена експлозия“ и най-лошата криза във връзките с обществеността за кралското семейство след смъртта на Даяна, принцесата на Уелс. Експерти и хора, свързани с Бъкингамския дворец, казват, че интервюто, последиците от него и внезапното прекратяване на кралските задължения на Андрю, са безпрецедентни.
На 20 ноември 2019 г. Бъкингамският дворец обявява, че Андрю спира да изпълнява публични задължения „за обозримо бъдеще“. Решението е придружено с изявление, че Андрю съчувства на жертвите на Джефри Епстийн. Другите кралски особи поемат ангажиментите му в краткосрочен план. Три дни по-късно дворецът потвърждава, че Андрю ще се оттегли от всичките си 230 патронажи.
На 16 януари 2020 г. Министерството на вътрешните работи слага край на денонощната му въоръжена полицейска охрана, платена от бюджета. На 28 януари 2020 г. прокурорът на САЩ Джефри Берман заявява, че принц Андрю не сътрудничи с федералните прокурори и ФБР по текущите разследвания, въпреки първоначалното си обещание, дадено в интервюто за Би Би Си. Бъкингамският дворец не коментира въпроса, въпреки че източници, близки до Андрю, казват, че той не е бил потърсен от американските власти и следователи, и правният му екип обявява, че той е предложил да бъде свидетел „поне на три случая“, но е получил отказ от Министерството на правосъдието.
През следващите месеци са спрени всички дейности на благотворителния тръст на принц Андрю. През май 2020 г. тръстът е разследван относно неправомерни плащания. Според в. „Таймс“ старши чин във флотата и армията смята Андрю за срам за военните и смята, че той трябва да бъде лишен от военните си звания. През май 2020 г. е обявено, че Андрю ще се оттегли завинаги от всички публични роли.
През юни 2020 г. Съединените щати подават официална молба за правна взаимопомощ до британските власти, за да разпитат Андрю, но без успех. „Нюзуик“ съобщава, че мнозинството от британските граждани смятат, че Андрю трябва да бъде лишен от титлите си и екстрадиран в Съединените щати.
След завеждането на дело от Джуфре през август 2021 г. кралският биограф Пени Джунор потвърждава, че репутацията на принц Андрю пред обществеността е непоправимо увредена.
През януари 2022 г. акаунтите на Андрю в социалните медии са изтрити, страницата му в уебсайта на кралското семейство е пренаписана в минало време, а военните му принадлежности и патронажи са отнети. Той спира да използва обръщението „Негово кралско височество“ (HRH), въпреки че официално то не е премахнато. През същия месец пистата за конни надбягвания „Йорк Рейскорс“ в град Йорк обявява, че ще преименува частта от трасето, дотогава наречена на херцога на Йорк. Следват много други отмени, които отразяват негативния ефект върху имиджа на принца, включително са отправени и призиви за отнемане на титлата „херцог на Йорк“.

### Публични изяви през 2022 г.
През март 2022 г. Андрю придружава кралицата в Уестминстърското абатство за възпоменателна служба за баща му, което е първата му официална поява от месеци. Реакцията е смесена, като някои казват, че това ще изпрати грешно послание към жертвите на сексуално насилие за това как силните на деня могат да бъдат опростени за поведението си, а други твърдят, че появата му се изисква от син в памет на баща му.
През юни 2022 г. в. „Телеграф“ съобщава, че Андрю е помолил кралицата да бъде възстановен като полковник от Гренадирската гвардия, да използва титлата си Негово кралско височество и да му бъде позволено да се появява на официални събития като „принц по кръв“. Същия месец той взима участие в частните аспекти на церемонията за Ордена на жартиерата, включително обяд и инвеститура на нови членове, но след намесата на Чарлз и Уилям е изключен от публичното шествие.
През август 2022 г. службата за защита на кралски особи и публични фигури прави извода, че Андрю трябва да запази своята полицейска охрана, като годишните разходи за това се оценяват на между 500 хил. и 3 млн. лири. В началото на 2021 г. се съобщават най-малко два инцидента с нахлуване в имота му в Уиндзор, а през декември той е малтретиран словесно от жена, докато шофира.
След смъртта на кралицата на 8 септември 2022 г. Андрю присъства в цивилно облекло на различни церемониални събития. Носи военна униформа само за 15-минутното бдение до ковчега на кралицата в Уестминстър Хол на 16 септември.

## Титли, обръщения, звания, гербове и щандарти

### Титли и обръщения
- 19 февруари 1960 – 23 юли 1986 г.: Негово кралско височество принц Андрю[202]
- 23 юли 1986 г. – понастоящем: Негово кралско височество Херцогът на Йорк[N 3]
- 16 февруари 2022 г. – понастоящем: принц Андрю, херцог на Йорк (запазва титлата си „Негово кралско височество“, но няма да я използва в официално качество)[203]

Към септември 2022 г. Андрю е осми в линията за наследяване на британския трон. През януари 2022 г. е съобщено, че въпреки че Андрю запазва обръщението „Негово кралско височество“, той повече няма да го използва в публично качество. През април 2022 г. няколко съветници от Йорк призовават Андрю да бъде лишен от титлата „херцог на Йорк“. Също през 2022 г. е подновена петиция да му бъде отнета титлата „Граф на Инвърнес“.

### Военни звания
Обединено кралство
- Кралски военноморски сили
  - 1979 – 1981: Мичман, Кралски военноморски колеж „Британия“, база HMS Seahawk
  - 1981 – 1984: Младши лейтенант, пилот, 820 Военноморска ескадрила на самолетоносача HMS Invincible;
  - 1984 – 1992: Лейтенант, пилот, 815 Военноморска ескадрила на фрегата HMS Brazen; инструктор по хеликоптерни военни действия, 702 Военноморска ескадрила в база RNAS Culdrose; полетен командир на 829 Военноморска ескадрила на фрегата HMS Campbeltown
  - 1992 – 1999: Лейтенант командир, капитан, минотърсач HMS Cottesmore; старши пилот в 815 Военноморска ескадрила в база RNAS Portland; Директорат на военноморските операции към Министерство на отбраната
  - 1999 – 2005: Командир, Дипломатическа секция на военноморския щаб.[15] Отписан от активна служба през 2001 г.[28]
  - 2005 – 2010: Почетен капитан[29]
  - 2010 – 2015: Контраадмирал[30]
  - 2015 – понастоящем: Вицеадмирал[31][33]

### Герб
Личният герб на херцога, от 1963 г., е Кралският герб на Обединеното кралство, различаващ се по сребриста бризура с три върха: в централния има светлосиня котва. Подковата е в бризурата на херцога на Йорк от 1892 г.
Надшлемникът е короната на дете на суверена, върху която стои позлатен лъв на четири крака, увенчан със същата корона с тривърхова бризура, подобна на тази в герба.
Щитът е разделен на четири: първата и четвъртата четвърт са гербовете на Англия, втората на Шотландия, третата на Ирландия. Първата и четвъртата четвърт са в червено с три леопардоподобни лъва със светлосини нокти и език. Втората четвърт е в златисто с червен лъв, изправен на две лапи, със светлосини лапи и език, в двойна рамка с червени хералдически лилии. Третата четвърт е светлосиня с позлатена арфа със сребристи струни.
Десният щитодръжец е златист лъв, изправен на двете си задни лапи с корона, а левият – сребрист еднорог, изправен на две копита, със златисти грива и рог, и със златиста корона на шията, украсена с кръстове и хералдически лилии. От короната тръгва верига, преминаваща зад гърба и през двата предни крака на еднорога.
Кръгът на жартиерата, който обгражда щита, е изписан с девиза на Ордена на жартиерата на средновековен френски: Honi soit qui mal y pense („Срам за този, който мисли зло за него“).
- Герб на Андрю,
 херцог на Йорк
- Пример за тривърхова бризура върху щит

### Знамена и щандарти
Щандартът на Андрю е Кралският щандарт на Обединеното кралство, различаващ се по бризурата с котва, подобно на тази в герба му.
Кралският щандарт на принц Андрю за употреба в Шотландия е този на принц Албърт, 3-ти граф на Ивърнес, (бъдещ крал Джордж VI) до 1936 г..
От 2014 г. херцогът на Йорк има лично хералдическо знаме за използване в Канада. Това е Кралският герб на Канада под формата на щандарт, нарушен със син кръг, заобиколен от венец от златни кленови листа, в който има изображението „А“, увенчано от корона. Над кръга има бяла бризура с три върха, от които в централния има котва.
- Кралски щандарт на принц Андрю, херцог на Йорк
- Кралски щандарт на принц Андрю, граф на Инвърнес (Шотландия)
- Кралски щандарт на принц Андрю, херцог на Йорк (Канада, 2014 – понастоящем)

## Брак и потомство
Принц Андрю се жени веднъж:
∞ 23 юли 1986 в Уестминстърското абатство, Лондон за Сара Маргарет Фъргюсън (* 15 октомври 1959, Лондон), херцогиня на Йорк, дъщеря на майор Роналд Фергюсън и Сюзан Барант. Развеждат се на 30 май 1996 г. Имат две дъщери:
- Принцеса Беатрис Елизабет Мери (* 8 август 1988, Лондон); ∞ 17 юли 2020 в Кралския параклис на Дворец „Сейнт Джеймс“ в Лондон за Едоардо Алесандро Мапели-Моци (* 19 ноември 1983, Лондон), английски строителен предприемач от италиански произход, от когото има една дъщеря: Сиена Елизабет Мапели-Моци (* 18 септември 2021, Лондон)
- Принцеса Юджини Виктория Хелена (* 23 март 1990, Лондон); ∞ 12 октомври 2018 в Параклис „Сейнт Джордж“ в Замъка „Уиндзор“ за Джак Кристофър Стамп Бруксбанк (* 3 май 1986, Лондон), английски мениджър, от когото има двама синове: Огъст Филип Хоук Бруксбанк (* 9 февруари 2021, Лондон) и Ърнест Джордж Рони Бруксбанк (* 30 май 2023, Лондон).

## Родословие
- Родословие
- Принц Андрю Гръцки и Датски (1991 – 1944),
дядо по бащина линия
- Принцеса Алис Батенберг (1885 – 1969),
 баба по бащина линия
- Крал Джордж VI (1895 – 1952),
 дядо по майчина линия
- Кралица Елизабет (1900 – 2002),
баба по майчина линия
- Принц Филип (1921 – 2021), херцог на Единбург,
 баща
- Кралица Елизабет II (1926 – 2022),
 майка
- Крал Чарлз III (1948),
брат
- Принцеса Ан (1950),
 сестра
- Принц Едуард (1964),
 брат

|  |                                 |  |  |  |  |  |  |  |  |  |  |  |  |
|  | Георгиос I                      |  |  |  |  |  |  |  |  |  |  |  |  |
|  |                                 |  |  |  |  |  |  |  |  |  |  |  |  |
|  |                                 |  |  |  |  |  |  |  |  |  |  |  |  |
|  | Андрей Гръцки и Датски          |  |  |  |  |  |  |  |  |  |  |  |  |
|  |                                 |  |  |  |  |  |  |  |  |  |  |  |  |
|  |                                 |  |  |  |  |  |  |  |  |  |  |  |  |
|  | Олга Константиновна             |  |  |  |  |  |  |  |  |  |  |  |  |
|  |                                 |  |  |  |  |  |  |  |  |  |  |  |  |
|  |                                 |  |  |  |  |  |  |  |  |  |  |  |  |
|  | Филип, херцог на Единбург       |  |  |  |  |  |  |  |  |  |  |  |  |
|  |                                 |  |  |  |  |  |  |  |  |  |  |  |  |
|  |                                 |  |  |  |  |  |  |  |  |  |  |  |  |
|  | Лудвиг Александър фон Батенберг |  |  |  |  |  |  |  |  |  |  |  |  |
|  |                                 |  |  |  |  |  |  |  |  |  |  |  |  |
|  |                                 |  |  |  |  |  |  |  |  |  |  |  |  |
|  | Алис Батенберг                  |  |  |  |  |  |  |  |  |  |  |  |  |
|  |                                 |  |  |  |  |  |  |  |  |  |  |  |  |
|  |                                 |  |  |  |  |  |  |  |  |  |  |  |  |
|  | Виктория фон Хесен-Дармщат      |  |  |  |  |  |  |  |  |  |  |  |  |
|  |                                 |  |  |  |  |  |  |  |  |  |  |  |  |
|  |                                 |  |  |  |  |  |  |  |  |  |  |  |  |
|  | Андрю Йоркски                   |  |  |  |  |  |  |  |  |  |  |  |  |
|  |                                 |  |  |  |  |  |  |  |  |  |  |  |  |
|  |                                 |  |  |  |  |  |  |  |  |  |  |  |  |
|  | Джордж V                        |  |  |  |  |  |  |  |  |  |  |  |  |
|  |                                 |  |  |  |  |  |  |  |  |  |  |  |  |
|  |                                 |  |  |  |  |  |  |  |  |  |  |  |  |
|  | Джордж VI                       |  |  |  |  |  |  |  |  |  |  |  |  |
|  |                                 |  |  |  |  |  |  |  |  |  |  |  |  |
|  |                                 |  |  |  |  |  |  |  |  |  |  |  |  |
|  | Мери Тек                        |  |  |  |  |  |  |  |  |  |  |  |  |
|  |                                 |  |  |  |  |  |  |  |  |  |  |  |  |
|  |                                 |  |  |  |  |  |  |  |  |  |  |  |  |
|  | Елизабет II                     |  |  |  |  |  |  |  |  |  |  |  |  |
|  |                                 |  |  |  |  |  |  |  |  |  |  |  |  |
|  |                                 |  |  |  |  |  |  |  |  |  |  |  |  |
|  | Клод Джордж Боуз-Лайън          |  |  |  |  |  |  |  |  |  |  |  |  |
|  |                                 |  |  |  |  |  |  |  |  |  |  |  |  |
|  |                                 |  |  |  |  |  |  |  |  |  |  |  |  |
|  | Елизабет Боуз-Лайън             |  |  |  |  |  |  |  |  |  |  |  |  |
|  |                                 |  |  |  |  |  |  |  |  |  |  |  |  |
|  |                                 |  |  |  |  |  |  |  |  |  |  |  |  |
|  | Сесилия Боуз-Лайън              |  |  |  |  |  |  |  |  |  |  |  |  |
|  |                                 |  |  |  |  |  |  |  |  |  |  |  |  |
|  |                                 |  |  |  |  |  |  |  |  |  |  |  |  |